# Josh Parker
Joshua "Josh" Parker (Slough, 1 de Dezembro de 1990) é um futebolista antiguano nascido inglês que joga como ala para Gillingham.

## Carreira

### Queens Park Rangers
Parker iniciou sua carreira no Queens Park Rangers (QPR). Em janeiro de 2010 foi de empréstimo para o AFC Wimbledon. Fez apenas duas aparições pelo clube. Em 10 de abril de 2010 fez a sua estreia na segunda divisão inglesa, substituindo Adel Taarabt nos últimos minutos, numa vitória por 2 a 0 sobre o Crystal Palace no Selhurst Park. Jogou sua primeira partida como titular duas semanas depois na vitória sobre o Barnsley por 1 a 0. No final da temporada, o treinador Neil Warnock ofereceu ao jovem a renovação do contrato para mais um ano. Em outubro de 2010, assinou por empréstimo de um mês com o Northamptom Town. Fez três aparições neste clube e retornou ao QPR faltando uma semana para acabar o empréstimo. Assinou por empréstimo de três meses em 23 de novembro com o Wycombe Wanderers e estreou contra o Torquay United como um substituto no segundo tempo. Seu período de empréstimo foi interrompido quando sofreu uma fratura por estresse no pé esquerdo enquanto estava em serviço internacional pela Antígua e Barbuda. Ele retornou ao QPR, mas não conseguiu fazer outra aparição e foi liberado no final da temporada após promoção do clube para a Premier League.

### Oldham Athletic
Parker assinou contrato de um ano com o Oldham Athletic em 5 de agosto de 2011 após um período de teste bem sucedido e estreou no primeiro dia da temporada 2011/12 como um substituto na partida contra o Sheffield United. Em 8 de março de 2012 assinou com o Dagenham & Redbridge por empréstimo.
Foi liberado pelo Oldham no final da temporada junto com outros oito jogadores.

### Oxford United
Em dezembro de 2012 assinou pelo Oxford United. Foi liberado pelo clube em maio de 2013 após 15 aparições e nenhum gol.

### Domžale e Red Star
Assinou com o Domžale em junho de 2013. Após um ano e meio na primeira divisão eslovena se mudou para a elite da sérvia para jogar no Red Star. Assinou para jogar neste clube em 8 de janeiro de 2015 um contrato de dois anos.
Em 20 de agosto de 2015 assinou um contrato de empréstimo de curto prazo com o Aberdeen até janeiro de 2016.

### Gillingham
Em janeiro de 2017 assinou com o Wealdstone, mas duas semanas depois assinou com o Gillingham até o final da temporada. Fez gol na sua estreia, que foi um amistoso contra o Patro Eisden Maasmechelen. Estreou na liga contra o Port Vale como reserva, marcando o gol de empate na etapa final. No final da temporada renovou o contrato para mais dois anos.

## Carreira internacional
Parker é elegível para representar Antígua e Barbuda. Em novembro de 2010, ele recebeu uma convocação e aceitou um convite junto com seu ex-companheiro de QPR Mikele Leigertwood para jogar para a seleção nacional nas eliminatórias da Copa do Caribe, sendo realizada em St. John's, Antígua e Barbuda entre 10-14 de novembro. Parker ganhou seu primeira partida pela seleção em uma vitória por 2-1 sobre o Suriname em 10 de novembro de 2010, jogando os 90 minutos. Ele fez parte da equipe de Antígua e Barbuda na Copa do Caribe 2010 e 2014. Foi feito capitão do lado em 2015.

### Gols internacionais
| #  | Data                 | Sede                                     | Oponente    | Gol | Resultado | Competição                                      |
| -- | -------------------- | ---------------------------------------- | ----------- | --- | --------- | ----------------------------------------------- |
| 1. | 8 de outubro de 2014 | Ato Boldon Stadium, Couva                | Santa Lúcia | 2–1 | 2–1       | Copa do Caribe de 2014 - Qualificação           |
| 2. | 14 de junho de 2015  | Sir Vivian Richards Stadium, North Sound | Santa Lúcia | 1–0 | 4–1       | Eliminatórias para a Copa do Mundo FIFA de 2018 |
| 3. | 14 de junho de 2015  | Sir Vivian Richards Stadium, North Sound | Santa Lúcia | 3–1 | 4–1       | Eliminatórias para a Copa do Mundo FIFA de 2018 |
| 4. | 23 de março de 2016  | Sir Vivian Richards Stadium, North Sound | Aruba       | 1–0 | 2–1       | Copa do Caribe de 2017 - Qualificação           |